# Diablo II
Diablo II è un videogioco action RPG ambientato nell'universo di Diablo e il successore del popolare gioco per PC Diablo. È stato commercializzato nel giugno del 2000 per piattaforma Microsoft Windows e Mac OS (tuttavia, mentre tutte le versioni hanno conservato la polivalenza "Mac OS/PC game", dalla versione italiana è stato escluso l'adattamento per Mac) dalla Blizzard Entertainment.
Dal 2001, Diablo II è divenuto uno dei giochi on-line di maggior successo. I fattori che maggiormente hanno contribuito a questo risultato sono stati le sue peculiari caratteristiche per il gioco cooperativo e l'accesso a Battle.net, la rete di gioco online gestita da Blizzard. Diablo II può essere giocato in modalità singola oppure in multiplayer via rete locale (client-server locale) o via Battle.net con server di gioco su rete pubblica.
Il successivo titolo della serie Diablo III è disponibile, a partire dal 15 maggio 2012, nella gran parte dei Paesi di tutto il mondo (tra cui Stati Uniti, Europa, paesi del Sud-Est Asiatico, Corea del Sud, Nuova Zelanda, Australia, Hong Kong e Taiwan).
Nel settembre del 2021 è uscita una remaster del gioco intitolata Diablo II: Resurrected.

## Trama
La storia di Diablo II prende le mosse dalla conclusione di Diablo. Alla fine di Diablo, il Signore del Terrore viene sconfitto. L'eroe prende quindi la pietra dell'anima (uno strumento che viene utilizzato per imprigionare l'anima di demoni o angeli) e la inserisce nel suo stesso corpo, nella speranza di contenere il male per l'eternità.
Purtroppo l'eroe viene presto corrotto da Diablo ed inizia a perdere il controllo e infine Diablo si impossessa di lui. Nella scena di apertura di Diablo II, Marius (il narratore della storia), osserva l'eroe (conosciuto come il Viandante Oscuro) perdere completamente il controllo, rilasciando i demoni dell'inferno in una taverna. Egli intende comunque seguire il Viandante per ragioni che neanche lui comprende. Il giocatore interpreta un personaggio sul cammino della distruzione, all'inseguimento del Viandante posseduto da Diablo nella speranza di fermarlo. Il resto della storia è rivelato attraverso i cinque atti, dove il personaggio si confronta con Diablo ed i suoi due fratelli, Baal e Mephisto.

## Modalità di gioco

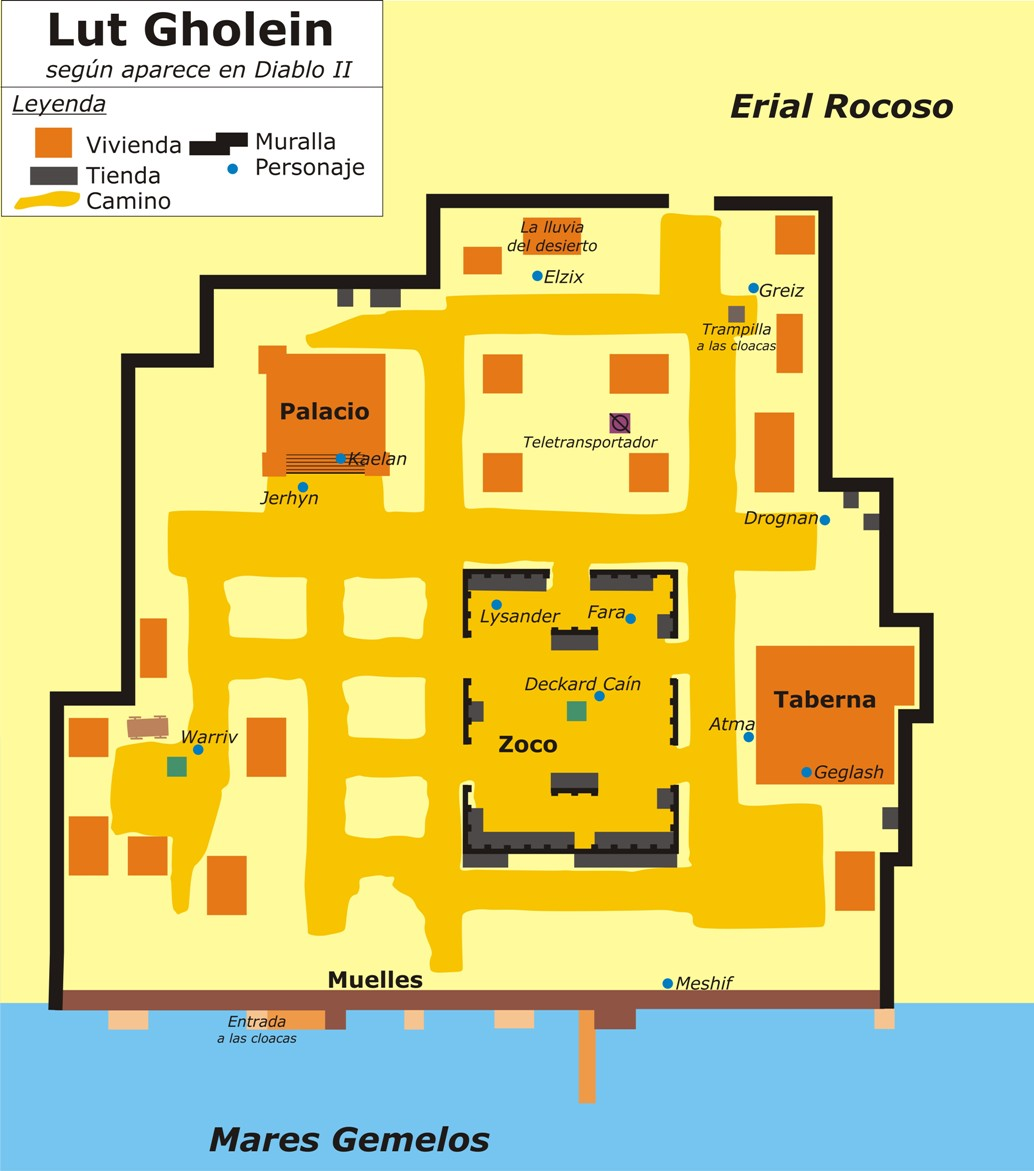
Mappa di Lut Gholein, città fittizia presente nel secondo atto

In Diablo II i giocatori possono scegliere uno tra cinque classi di personaggi disponibili (sette con l'espansione Lord of Destruction); ognuno di essi ha caratteristiche di base e peculiarità uniche, oltre ad incantesimi e attacchi con differenti effetti. Nel gioco si ha la possibilità di combattere mostri e risolvere quest per aumentare il proprio livello e trovare oggetti sempre più potenti. La differenza principale tra Diablo II e gli altri giochi RPG è la presenza di un maggior numero di combattimenti con mostri ed il concetto di casualità della generazione dei nemici, della configurazione delle mappe di livello e degli oggetti 
rilasciati ai personaggi. Il gioco utilizza una visuale isometrica dall'alto al basso.
La trama procede attraverso quattro atti, cinque con l'espansione. Ogni atto del gioco segue percorsi con obiettivi predeterminati anche se le mappe sono generate casualmente. Ogni atto culmina con la distruzione di un diverso mostro finale (il boss). Un atto viene diviso in sei capitoli (ad eccezione del quarto che ne possiede solo tre), ciascuno dei quali racchiude una missione, ma non tutte sono necessarie al fine di completare l'atto.
In aggiunta alla progressione degli atti, ci sono inoltre tre differenti livelli di difficoltà da scegliere all'inizio del gioco: Normale, Incubo o Inferno. La prima partita inizia obbligatoriamente a difficoltà Normale, le altre due sono selezionabili solo dopo avere finito il gioco con una di esse. Completare un livello nei suoi successivi atti permette di poter accedere al successivo. Per terminare il gioco con l'espansione è quindi necessario giocare in tutto 15 atti. Giocando con la seconda o terza modalità i mostri sono più resistenti e causano a loro volta un danno maggiore, ma appaiono oggetti migliori. Ad esempio, nel livello Inferno i mostri sono tutti immuni ad un certo tipo di danno come freddo, fuoco, fulmine, veleno, danno fisico o magico; comunque, con un equipaggiamento adeguato (oggetti eccezionali o d'élite), oggetti disponibili solo nei livelli più alti del gioco, è possibile ovviare a certe limitazioni.
Per aiutare il personaggio è possibile assoldare dei mercenari con diverse abilità ed equipaggiamento. Questi PNG possono essere (a seconda del capitolo dove si sono ingaggiati) Ranger, Lancieri, Maghi o, soltanto nell'espansione, Barbari. Nell'originale Diablo II non potevano essere dotati di oggetti extra e rimanevano solo per l'atto in corso o fino alla loro morte, mentre con l'espansione possono essere trasportati da un atto all'altro, resuscitati e dotati di nuove armi. Inoltre i mercenari guadagnano esperienza (che viene divisa a metà tra il personaggio del giocatore e il mercenario) e salgono di livello, però senza mai superare quello del giocatore.

## Personaggi

### Paladino
Il Paladino è un guerriero religioso, che combatte per tutto ciò che è buono e giusto, dotato di una buona forza fisica e di un'ottima difesa. Rispecchiando la prerogativa della lealtà, le sue abilità includono il fervore fanatico e gli incantesimi contro i non morti. Egli tipicamente resta avvolto in aure che proiettano attorno a lui e i suoi alleati particolari benedizioni. Queste aure, che possono aumentare abilità personali o limitare quelle dei nemici, causare danno o curare ferite, aggiungono grande complessità all'uso di questa classe di personaggio in quanto può essere attivata una sola aura per volta.
Il paladino si contraddistingue dalle altre classi per l'uso dello scudo, il suo punto forte. Oltre come difesa, il personaggio può anche utilizzarlo come arma d'attacco ravvicinato per stordire i nemici e può conferirgli poteri straordinari, incrementandone la difesa e la possibilità di aumentare e velocizzare le parate. Il paladino può anche lanciare alcuni incantesimi, perlopiù contro i non morti.

### Incantatrice
La classe dell'incantatrice è un mago specializzato su incantesimi con effetti legate agli elementi del freddo, del fuoco e del fulmine.
Gli incantesimi del freddo riguardano di solito il tempo atmosferico, ma hanno effetti benefici nel rallentare i nemici o congelarli rendendoli pressoché inermi. Ogni nemico affetto da questo genere di incantesimi può finire a pezzi dopo un colpo particolarmente potente: nel gioco di gruppo questo può essere uno svantaggio, in quanto altri personaggi possono utilizzare in maniera attiva i cadaveri dei nemici abbattuti. Gli incantesimi del fulmine sono generalmente piuttosto potenti e possono avere influenza anche su quelli di altri rami, ma hanno il difetto di avere un danno minimo molto basso. Le magie del fuoco invece tendono ad avere un uso più strategico grazie alle esplosioni a raggio che causano e sono per questo utili in modalità multiplayer tranne che nei duelli tra giocatori.
Forte limite di questa classe è la specializzazione in un solo (o al massimo due rami) di abilità. Nei livelli di difficoltà superiore infatti il numero di nemici immuni a un particolare danno elementale aumentano considerevolmente, rendendo necessaria la presenza di un personaggio che possa proteggere l'incantatrice. Particolari sono le speciali abilità ottenibili a partire dal 30º livello di esperienza: Dominio del fuoco, del fulmine, del freddo; esse in genere aumentano il danno inflitto da tutte le magie della categoria, la peculiarità del Dominio del freddo è che si oppone alla resistenza al freddo dei nemici rendendoli più vulnerabili a questo tipo di attacchi.

### Amazzone
La classe dell'amazzone è una classe combattente orientata all'uso delle armi a distanza. Mentre il Barbaro si basa sulla forza bruta e il paladino sull'uso ottimale delle aure, l'uso dell'amazzone richiede maggiore attenzione. Le sue abilità sono concentrate sul personaggio (spesso si tratta di abilità passive) e sul conferimento di protezione.
Gli attacchi dell'amazzone sono divisibili in due categorie, a seconda del tipo di arma che utilizzano, giavellotto e lance o archi e balestre. Ai primi si possono aggiungere danni elementali di fulmine e veleno; ai secondi ghiaccio e fuoco, oltre che ad incantare le frecce in modo che seguano da sole l'avversario o si moltiplichino magicamente.
L'amazzone ha anche abilità passive che permettono di evitare più facilmente gli attacchi nemici o aumentare la precisione dei propri attacchi. Tra queste abilità è compresa la possibilità di evocare una valchiria armata di lancia in aiuto al giocatore.

### Barbaro
Il Barbaro è la più potente classe in termini di combattimento ravvicinato. Possiede numerose abilità relative all'utilizzo di armi, stili di combattimento e attacchi speciali. Può ottenere le maestrie, poteri passivi che gli permettono di aumentare la velocità, la resistenza o l'abilità nell'uso di una specifica classe di armi (spada, mazza, ascia...). Le urla di guerra sono invece metodi comodi per potenziare le proprie abilità in combattimento, e influiscono anche sui propri alleati o nemici secondo lo stesso principio delle aure, ma senza essere permanenti: possono essere però utilizzate in sequenza, e accumulate se differenti. La tattica del Barbaro consiste nel potenziare la forza bruta e nell'attaccare corpo a corpo: proprio a causa di questa sua abilità è molto penalizzato nell'uso delle magie e può trovarsi in difficoltà con mostri con forti attacchi elementali o immuni al danno fisico.

### Negromante
Il Negromante è un mago, come l'incantatrice, ma usa una strategia più sottile. Può utilizzare attacchi diretti legati al veleno o al danno puramente magico, può lanciare maledizioni (che al contrario delle aure del paladino, hanno effetto sui nemici e li incapacitano in diversi modi) ed evocazioni che gli permettono di schierare al suo fianco scheletri, golem e persino alcuni nemici riesumando i loro cadaveri. Nel gioco in gruppo è un personaggio prezioso, perché può influenzare il comportamento dei nemici, usandoli per attaccare o distogliendoli dagli alleati.

## Personaggi espansione
Utilizzando l'espansione Lord of Destruction si potranno impersonificare altri due personaggi.

### Druido
Il Druido è una sorta di mago che padroneggia le abilità della natura, nella ricerca costante di equilibrio e pace interiore. Le sue abilità variano dalle magie di evocazione (che permettono di avere al proprio fianco corvi, orsi, lupi, spiriti e piante rampicanti) a quelle di metamorfosi, grazie alle quali riesce a trasformarsi in animali feroci come il licantropo, che aumenta velocità e grado d'attacco e l'orso mannaro, che aumenta difesa e danno. Queste trasformazioni permettono di utilizzare attacchi specifici legati al tipo di trasformazione. Il Druido può anche usare abilità elementali legate al fuoco e al freddo: non possono però essere usate mentre si è trasformati in animale, eccetto l'abilità Armageddon.

### Assassina
L'Assassina è la signora dell'ombra. Utilizza particolari tecniche in combattimento utilizzabili unicamente con armi esotiche, coadiuvate dalla sua grande conoscenza delle trappole del fulmine e del fuoco, mosse "ninja" e in una certa abilità nell'evocazione dell'ombra.

## Oggetti
In Diablo II sono disponibili una grande quantità di oggetti (armi, armature, ecc), in parte generata casualmente e in parte prevista dai designer. La maggior parte degli oggetti può avere tre diverse qualità: normale, eccezionale ed élite.
Normali
Gli oggetti normali, visualizzati da una scritta bianca, sono privi di ogni caratteristica aggiuntiva; possono però essere "infusi" grazie a una quest secondaria o al cubo horadrim.
Magici
Caratterizzati dalla scritta blu, sono generati casualmente, e caratterizzati da una o due qualità magiche.
Rari
Similmente agli oggetti magici, anch'essi sono casuali; possono però avere dalle due alle sei qualità magiche contemporaneamente. Nel gioco sono visualizzati in colore giallo.
Di set
I set di oggetti sono parti di equipaggiamento che, se indossati tutti insieme da un certo personaggio, conferiscono ad esso dei bonus extra oltre a quello dei singoli oggetti. I set non sono casuali, ma il nome e le caratteristiche (solo alcune di esse possono variare di percentuale) sono sempre uguali in ogni partita; la scritta è di colore verde.
Con l'espansione ci sono in tutto 15 set di oggetti normali e 15 di oggetti eccezionale o d'élite, contenenti da due fino a sei oggetti ognuno e alcuni contenenti oggetti che possono essere usati solo da una classe (e quindi possono completare il set e ottenere tutti i bonus solo i personaggi di quella classe).
Unici
Gli oggetti unici sono i più rari ottenibili nel gioco; sono sempre uguali (sebbene alcune caratteristiche possono leggermente variare), e possono avere peculiari bonus non ottenibili da altri oggetti. La scritta degli oggetti unici è dorata. Nonostante siano "unici", possono essere trovati più volte in nuove partite create successivamente (giocando in Multiplayer)
Con incavi, eterei
Questi tipi di oggetti hanno due caratteristiche, che possono anche capitare contemporaneamente: possono avere un numero variabilie di incavi (dove è possibile inserire gioielli, rune o gemme, che conferiscono abilità speciali), oppure possono essere eterei, ovvero non possono essere riparati. Gli oggetti eterei sono tuttavia dotati di caratteristiche di base migliori rispetto alla controparte normale. La scritta di entrambi è grigia.
Cubo Horadrim
Il Cubo Horadrim è un'interessante innovazione delle meccaniche di gioco: è un artefatto che consente di trasformare e modificare oggetti, conferendo loro nuove proprietà o unendoli tra loro. È una buona strategia di gioco usarlo come espansione dell'inventario, grazie ai suoi dodici spazi interni contro i quattro occupati.
Il Cubo Horadrim serve ad esempio per unire le gemme: tre gemme di un tipo trasmutate diventano una gemma di qualità superiore, fino ad avere una gemma perfetta, che non può essere a sua volta unita.
Con il cubo si può creare, seguendo particolari "ricette", un'ulteriore classe di oggetti detti "artigianali" (crafted), caratterizzati da una scritta di colore arancione. Sono dotati di alcuni bonus fissi e altri variabili e possono essere molto potenti.
Incantesimi
Introdotti dall'espansione Lord of Destruction, gli incantesimi (charms in inglese) sono degli oggetti di varia dimensione che conferiscono bonus alle caratteristiche personaggio se tenuti nell'inventario. Le loro dimensioni variano così come i bonus che possono conferire, praticamente verso tutte le stats. Sono molto apprezzati dai giocatori e alcuni di essi possono avere grande valore di scambio nei reami di B.net: basti pensare al pregiatissimo Annihilus, ottenibile esclusivamente sconfiggendo Über Diablo, o per la ladder il Gheed's Fortune (la fortuna di Gheed).

## Secret Cow Level
Il Secret Cow Level ("Livello segreto delle mucche") è il risultato di uno scherzo nato dall'originale Diablo.
Su internet si era diffusa una voce secondo cui cliccando ripetutamente su una delle mucche presenti nel gioco si sarebbe aperto un portale per un livello segreto. Si trattava di una bufala, ma la sua diffusione creò presto la leggenda del "Cow Level". Per diversi anni il tema del Secret Cow Level ritornò periodicamente, diventando un vero e proprio fenomeno Internet.
Per questo la Blizzard incluse la frase "There is no cow level" come cheat code in StarCraft e come suggerimento in World of Warcraft.
Il Cow Level è stato poi incluso veramente in Diablo II come livello segreto.
L'episodio è divenuto uno dei più famosi easter egg della storia dei videogiochi; i Secret Cow Level sono stati poi introdotti in altri giochi come World of Warcraft e Minecraft: Dungeons.

## La Quest Hellfire
Aggiunta con la patch 1.11 per Diablo II il 1º agosto 2005, la Hellfire Quest è un'opzione di gioco pensata per ridurre la monotonia del gioco a livelli avanzati. Funziona solo su Battle.net a modalità Inferno.
L'obiettivo della quest è aprire un portale per Uber Tristram, dove si trovano delle versioni potenziate dei tre boss principali (Mephisto, Diablo e Baal). Dopo averli sconfitti tutti e tre si ottiene un oggetto incantato particolarmente potente.

## Diablo II e Battle.net
La sezione Diablo II su Battle.net consiste in una comunità online globale di giocatori, con decine di migliaia di partecipanti suddivisi in sei aree: due per gli Stati Uniti, una per l'Europa e tre in Asia. Ci sono due tipi di server: quelli per i Reami Chiusi, dove i dati sono salvati sulla rete Battle.net, e quelli per i Reami Aperti, dove i dati sono salvati sul computer del giocatore. Questi ultimi sono molto soggetti all'utilizzo di cheat da parte di giocatori scorretti.
Ogni giocatore può creare fino a otto personaggi, ma giocarne solo uno per volta. In ogni "game" (sessione di gioco, partita) possono giocare fino a otto giocatori, che si comportano in modo sostanzialmente uguale al gioco singolo ma possono agire insieme, combattersi, mercanteggiare o semplicemente comunicare.

### Stili di gioco
I giocatori possono creare personaggi per giocare in diverse modalità:
- "softcore", dove i personaggi possono essere risorti a piacimento;
- "hardcore", dove i personaggi, una volta morti, sono inutilizzabili;
- "softcore ladder" o "hardcore ladder" che hanno le stesse caratteristiche dei precedenti, ma dove esiste anche una classifica dei partecipanti e caratteristiche aggiuntive.

## Riconoscimenti
- Game of the Year (Gioco dell'Anno) - Academy of Interactive Arts & Sciences
- Game of the Year (Gioco dell'Anno) - PC Dome Magazine

## Diablo II: Resurrected
Un remaster, intitolato Diablo II: Resurrected, è uscito nel 2021 per Windows, PlayStation 4, PlayStation 5, Xbox One, Xbox Series X e Series S e Nintendo Switch. Il remaster include grafica aggiornata, un nuovo doppiaggio e re-rendering dei filmati del gioco e supporta la cross-progression tra le diverse piattaforme.  La versione rimasterizzata supporta le funzionalità online per i giocatori della stessa famiglia di console, ma non la modalità cooperativa locale. La modalità cross-platform non è disponibile al momento dell'uscita, anche se esiste la possibilità che venga incluso in un aggiornamento futuro. Il gioco presenta anche miglioramenti generali a tutta l'esperienza, incluso il supporto per i controller su tutti i sistemi, mezzi più semplici di identificazione degli oggetti e scorte condivise di oggetti tra tutti i personaggi di un giocatore. I designer hanno rinunciato anche a elementi come i segnalini delle quest che sono comuni nei giochi moderni, preservando il più possibile l'esperienza originale e rendendo la rimasterizzazione quasi completamente invariata rispetto all'originale Diablo II .